# George Davies
George Kweku Davies (Freetown, 16 novembre 1996) è un calciatore sierraleonese, centrocampista del Stripfing.

## Caratteristiche tecniche
È un esterno sinistro.